# Maart 2001
Dit artikel geeft een chronologisch overzicht van alle belangrijke gebeurtenissen per dag in de maand maart van het jaar 2001.

## Gebeurtenissen

### 1 maart
- De schrijver Richard Klinkhamer wordt veroordeeld tot een gevangenisstraf van zeven jaar wegens doodslag op zijn vrouw Hannie Godfrinon op 31 januari 1991.

### 2 maart
- De militaire rechtbank in Arnhem spreekt luchtverkeersleider Z. en de voormalige brandweercommandant K. van vliegbasis Eindhoven vrij in de Herculeszaak.

### 3 maart
- Ontslag van de Australische kardinaal Edward Idris Cassidy als president van de Pauselijke Raad ter bevordering van de Eenheid van de Christenen en benoeming van de Duitse kardinaal Walter Kasper tot zijn opvolger.
- Jan Eijkelboom wordt stadsdichter van Dordrecht en daarmee de eerste stadsdichter van Nederland.

### 5 maart
- 35 Islamitische pelgrims komen om tijdens de jaarlijkse Hajj.

### 6 maart
- Maurice de Hond keert terug als bestuursvoorzitter van internetbedrijf Newconomy.
- De voetbalbonden UEFA/FIFA en de Europese Commissie bereiken na maanden onderhandelen een akkoord over een nieuw transfersysteem in het betaald voetbal.

### 9 maart
- In Afghanistan vernietigen de Taliban twee historische boeddhabeelden in Bamiyan.
- De Nederlandse sprinter Patrick van Balkom verbetert het Nederlandse record op de 200 m. Hij finisht in Lissabon deze afstand in een tijd van 20,77 seconden.

### 11 maart
- De Belgische middellangeafstandsloper Mohammed Mourhit verbetert in Lissabon het Belgische indoorrecord op de 3000 m tot 7.38,94.

### 12 maart
- In het basis- en voortgezet onderwijs begint een estafettestaking die drie dagen duurt.

### 13 maart
- Ook in Nederland geldt een algeheel vervoersverbod voor vee.

### 16 maart
- Ruud Koole wordt partijvoorzitter van de PvdA.
- In Macedonië escaleert het geweld rond de plaats Tetovo, waar een groep Albanezen vecht tegen de regering. Op de Balkan dreigt een nieuwe crisis.

### 21 maart
- De MKZ-crisis breekt uit.

### 23 maart
- Het Russische ruimtestation Mir stort neer op aarde na 15 jaar te hebben gefunctioneerd, ergens tussen Nieuw-Zeeland en Chili, in de buurt van de Fiji eilanden.
- Het Openbaar Ministerie opent geen gerechtelijk vooronderzoek tegen Jorge Zorreguieta.

### 24 maart
- Apple brengt Mac OS X 10.0 (codenaam: Cheetah) uit.
- Het Nederlands elftal wint de vierde wedstrijd in de kwalificatiereeks voor het WK voetbal 2002. In het Mini Estadi van Barcelona wordt Andorra met 5-0 verslagen, onder meer door twee treffers van Pierre van Hooijdonk.

### 26 maart
- KPN komt in de problemen door de zware schuldenlast.
- De Nederlander Michael Dudok de Wit wint een Oscar voor zijn animatiefilm Vader en dochter.

### 27 maart
- Bij een treinbotsing in het Waals-Brabantse Pécrot vallen acht doden. Eén trein reed kilometerslang over het verkeerde spoor.

### 28 maart
- Het Nederlands elftal komt in de kwalificatiereeks voor het WK voetbal 2002 niet verder dan een 2-2 gelijkspel in en tegen Portugal. Voor Oranje scoren Jimmy Floyd Hasselbaink (strafschop) en Patrick Kluivert.

### 30 maart
- Prins Willem Alexander en Máxima Zorreguieta maken hun verloving bekend op de Nederlandse televisie.

## Overleden
<< · januari · februari · maart · april · mei · juni · juli · augustus · september · oktober · november · december · >>